# Machaeropterus striolatus
El saltarín rayado occidental (Machaeropterus striolatus), también denominado saltarín estriado (en Ecuador y Perú), saltarín estriolado o saltarín rayado (en Venezuela), es una especie de ave paseriforme de la familia Pipridae perteneciente al género Machaeropterus. Es nativo del norte de América del Sur.

## Distribución y hábitat
Se distribuye desde el noroeste de Venezuela, por Colombia, Ecuador, hasta el noreste de Perú y adyacente oeste de Brasil, con una población (aureopectus) en el sureste de Venezuela y oeste de Guyana.
Esta especie es considerada localmente bastante común en su hábitat natural: el sotobosque de selvas húmedas de terra firme en el oeste de la Amazonia y en los contrafuertes de los Andes, hasta los 1300 m de altitud.

## Sistemática

### Descripción original
La especie M. striolatus fue descrita por primera vez por el naturalista francés Charles Lucien Bonaparte en 1838 bajo el nombre científico Pipra striolata; la localidad tipo es: «bajo río Javarí, oeste de Brasil».

### Etimología
El nombre genérico femenino «Machaeropterus» se compone de las palabras del griego «μαχαιρα makhaira» que significa ‘cuchillo’, ‘daga’, y «πτερος pteros» que significa ‘de alas’; y el nombre de la especie «striolatus», en latín moderno significa ‘finamente listado’, ‘finamente estriado’.

### Taxonomía
Esta especie fue tratada anteriormente como conespecífica con Machaeropterus regulus, pero difiere marcadamente en la vocalización y , en menor medida, en el plumaje, por lo que fueron separadas, siguiendo a Snow, 2004b, lo que fue seguido por las principales clasificaciones. Esta separación fue corroborada por los estudios de Lane et al. (2017), y aprobada por la Propuesta N° 761 al Comité de Clasificación de Sudamérica (SACC).

### Subespecies
Según las clasificaciones del Congreso Ornitológico Internacional (IOC) y Clements checklist/eBird, se reconocen cinco subespecies, con su correspondiente distribución geográfica:
- Grupo politípico striolatus:
  - Machaeropterus striolatus zulianus Phelps, Sr & Phelps, Jr, 1952 - noroeste de Venezuela (Zulia , y noroeste de Barinas al sur hasta Táchira).
  - Machaeropterus striolatus obscurostriatus Phelps, Sr & Gilliard, 1941 - oeste de Trujillo y oeste de Mérida, en el oeste de Venezuela.
  - Machaeropterus striolatus antioquiae Chapman, 1924 - oeste y centro de Colombia.
  - Machaeropterus striolatus striolatus (Bonaparte, 1838) - este de Colombia, este de Ecuador, noreste del Perú (al sur hasta el norte de Ucayali) y adyacencias del oeste de Brasil (hacia el este hasta la región del río Urucu, en el centro de Amazonas).

- Grupo monotípico aureopectus:
  - Machaeropterus striolatus aureopectus Phelps, Sr & Gilliard, 1941 - sureste de Venezuela y adyacente oeste de Guyana.